# Kemiska vapen under första världskriget

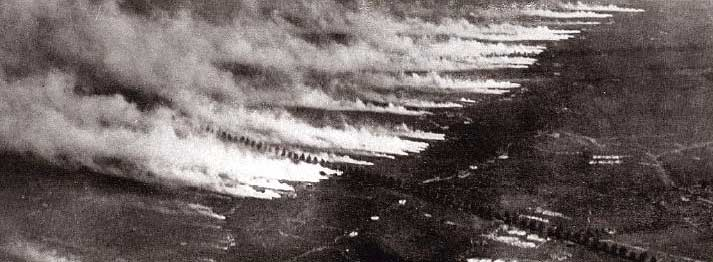
En giftgasattack där det användes gascylindrar i första världskriget.

Kemiska vapen under första världskriget användes i första hand för att undergräva stridsmoralen och skada och döda förskansade försvarare. Mot dessa visade sig moln av gas vara det mest effektiva då den normalt rör sig långsamt och dess egenskaper gör den urskillningslös gentemot fienden. De gasvapen som användes var allt från funktionsnedsättande gas som tårgas, den brutala senapsgasen och direkt dödliga varianter som fosgen och klor. Denna kemiska krigföring var en betydande del i första världskriget. Dödligheten med gas blev dock begränsad; endast fyra procent av dem som dog i strid dog på grund av gas. Effektiva motåtgärder utvecklades, till exempel gasmasker. Under de senare delarna av kriget, när användandet av gas ökade, minskade dess totala effektivitet. Det utbredda användandet av kemisk krigföring och framsteg under krigstiden av sprängämnen ledde till den ibland uttalade synen på första världskriget som det kemiska kriget.

## Giftig gas under första världskriget

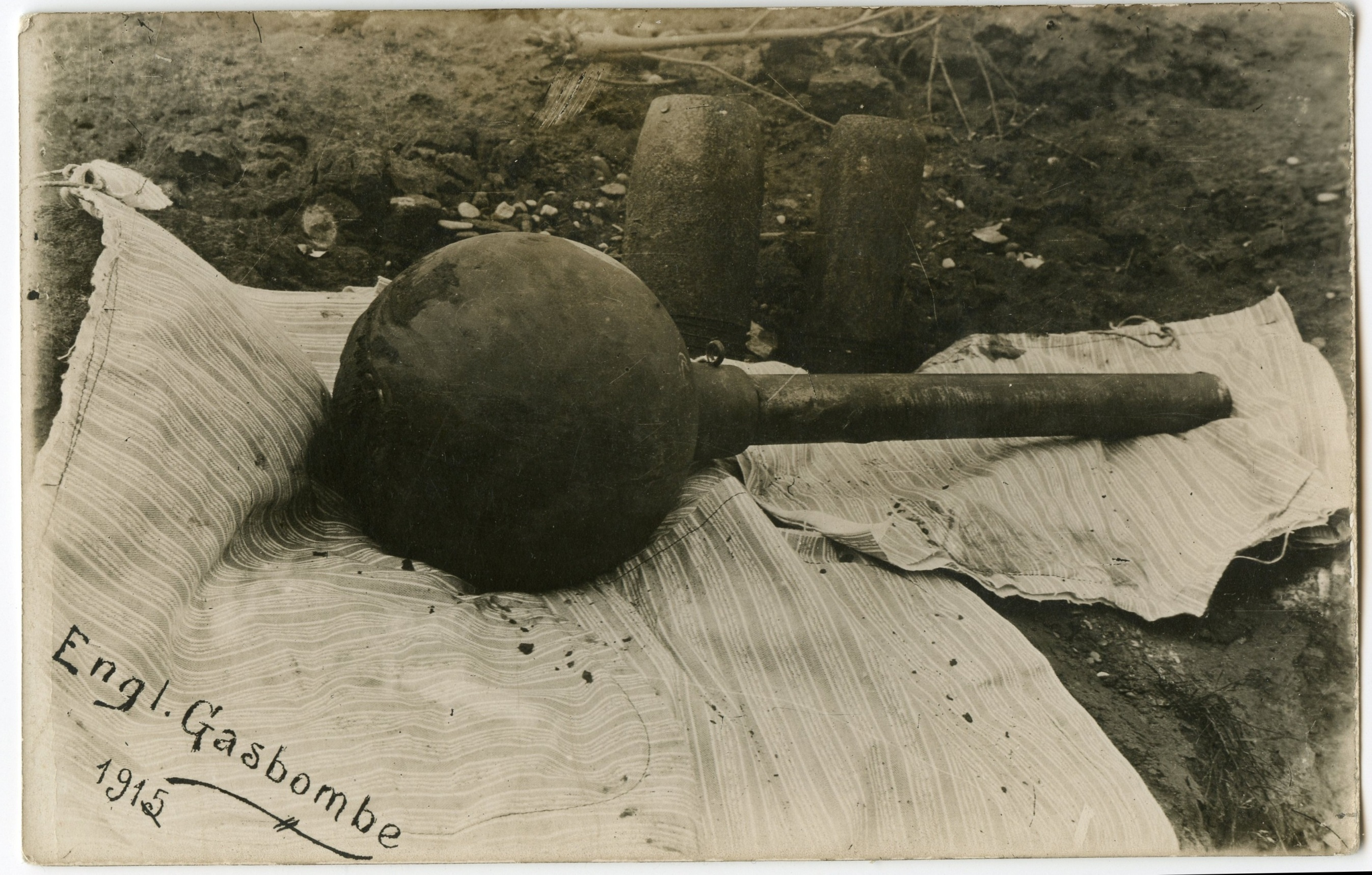
En engelsk gasbomb från första världskriget

### 1914: Tårgas
Det tidigaste militära användandet av kemikalier var de som irriterar ögonen och får dem att tåras, snarare än dödliga eller förlamande gaser. Under första världskriget var den franska armén den första att nyttja gas. De använde granater fyllda med tårgas augusti 1914. Den begränsade kvantitet som levererades, ungefär 3 cm³ per patron, upptäcktes inte av tyskarna. Lagret förbrukades snabbt och i november lades en ny order av den franska militären. Eftersom Ententen hade ont om brom ändrades den aktiva ingrediensen till kloraceton.
I oktober 1914 avfyrade tyska trupper splittergranater fyllda med ett kemiskt retmedel mot brittiska positioner vid Neuve Chapelle. Ingen av kombattanterna ansåg att användandet av tårgas skulle vara i konflikt med Haagkonventionerna 1899, som förhindrade användandet av projektiler vilka innehöll kvävande eller giftig gas.

### 1915: Storskaligt användande och dödliga gaser
Tysklands första storskaliga användande av gas som vapen skedde 31 januari 1915 när 18 000 artillerigranater som innehöll tårgas avfyrades mot ryska trupper vid floden Rawka, väster om Warszawa under slaget vid Bolimov. Dock frös kemikalien istället för att förångas och den önskade effekten uteblev.
Den första agens som nyttjades av den tyska militären var klor. Tyska kemiföretag, BASF, Hoechst AG och Bayer hade producerat klor som en biprodukt när de framställde blekmedel. I ett samarbete mellan Fritz Haber från Kaiser Wilhelm Institute för kemi i Berlin, började de utveckla metoder för att nyttja klor mot fiendens skyttegravar.
Enligt ett brev från major Karl von Zingler inträffade den första klorattacken av tysk militär före 5 januari 1915: "In other war theaters it does not go better and it has been said that our Chlorine is very effective. 140 English officers have been killed. This is a horrible weapon..."

22 april 1915 hade den tyska armen 168 ton klor i 5,730 cylindrar mitt emot Langemark-Poelkapelle, norr om Ypres. Vid 17:30, i en östlig vind, frigjordes gasen och formade ett grågrönt moln vilket drev över de franska koloniala truppernas positioner. Dessa trupper, från Martinique, bröt sin linje och lämnade skyttegravarna. Detta skapade en 7 km lång öppning i de allierades linje. Dock var det tyska infanteriet försiktiga med tanke på gasen och saknade förstärkning vilket gjorde att de inte kunde nyttja denna fördel innan den första kanadensiska divisionen och utvalda franska trupper återskapade i hast den linje som tidigare brutits i utspridda positioner. Ententenas regeringar flaggade snabbt att attacken var en flagrant överträdelse av internationella lagar, men Tyskland argumenterade att Haagtraktaten endast bannlyste kemisk beskjutning snarare än användandet av gasprojektorer.
I vad som nu kallas Andra slaget vid Ypern använde tyskarna gas vid tre tillfällen: 24 april mot den första kanadensiska divisionen, 2 maj nära Mouse Trap Farm och 5 maj mot britter vid Hill 60.
Klor är en kraftfullt irritationsmedel vilket kan vålla skada på ögonen, näsan, halsen och lungorna. Vid höga koncentrationer och lång exponering kan det orsaka död på grund av kvävning.
Tyskland använde kemiska vapen vid den östra fronten i en attack vid Rawka, söder om Warszawa. Den ryska armen tog 9 000 olycksfall, med fler än 1 000 dödsoffer. Som respons tog artilleridelen av den ryska armen som sin uppgift att organisera en kommission för att studera leveransen av giftigt gasbeskjutning.

#### Effektivitet och motåtgärder
Det blev snabbt tydligt att de män som stannade kvar på sina positioner led mindre än de som sprang iväg då all rörelse förvärrade effekten av gas. De som stod uppå brandstegar led även mindre och undkom ofta allvarliga effekter jämfört med de vilka satt eller låg nere i skyttegravar. De män som stod i skyttevärn led minst då gasen var trögare närmre marken. De som led mest var de skadade som låg på marken eller på sjukbårar och de som rörde sig i samma riktning som molnet av gas.

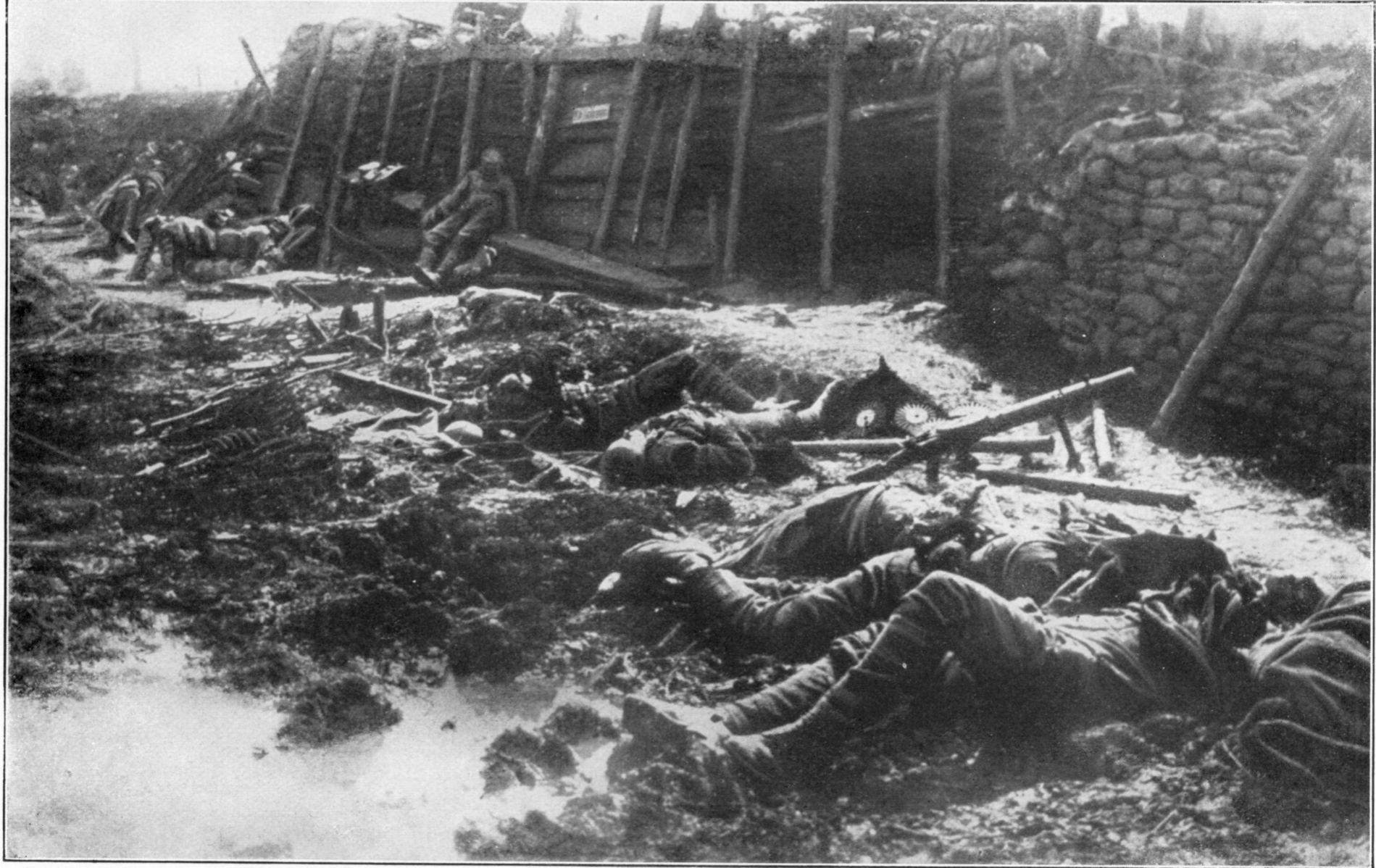
Brittisk försvarslinje vid Fromelles efter en oväntad tysk gasattack (förmodligen fosgen).

Klor var dock mindre effektivt som vapen än vad tyskarna hoppats, speciellt när enkla motåtgärder introducerades. Gasen producerade ett grönt moln och en stark lukt vilket gjorde det enkelt att upptäcka. Det var vattenlösligt, så den enkla lösningen att täcka för munnen och näsan med en våt trasa vilket effektivt reducera effekten av gasen. Det var dock mer effektivt att använda urin än vatten, då det var allmänt känt vid denna tid att klor reagerade raskt med urinämne (som finns i urin) för att skapa diklorurea.
Klor krävde en koncentration av 1 000 delar per miljon för att vara dödligt och förstöra vävnad i lungorna, vilket högst sannolikt skedde genom formationen av saltsyra när det upplöstes i vattnet i lungorna. (2Cl2 + 2H2O → 4HCl + O2). Trots sina begränsningar var klor ett effektivt psykologiskt vapen. Åsynen av ett annalkande gasmoln var en ständig källa till fruktan för infanteriet.
Motåtgärder var raskt introducerade som svar på kloranvändningen. Tyskarna gav sina trupper bitar av gasbinda fyllda med bomull och flaskor med natriumvätekarbonatlösning som de skulle blöta sina skydd med. När användandet initierades av tyskarna skickades instruktioner till brittiska och franska trupper om att de skulle hålla våta näsdukar eller trasor över sina munnar. Enkla skyddsrespiratorer liknande de som användes av tyskarna var föreslaget av överstelöjtnant N.C. Ferguson. Dessa skydd var tänkta att användas fuktiga, med fördel doppade i en lösning av natriumvätekarbonat som fanns i hinkar just i det syftet, men även andra lösningar användes. Eftersom dessa skydd inte kunde förväntas komma till fronten under flera dagar så började trupper att producera dessa själva. Det lokalt tillgängliga muslin, flanell och gasbinda användes och officerare som var skickade till Paris köpte extra kvantiteter där även lokala franska kvinnor var anställda för att producera rudimentära skydd med snören. Andra enheter använde skydd vilka var producerade vid Poperinge. Dessa skyddsrespiratorer bifogades de brittiska truppernas stridsportioner och skickades till soldaterna i linjen så tidigt som kvällen den 24 april.
I England uppmanade Daily Mail att producera dessa skydd och inom en månad var en variation av skydd tillgängliga för brittiska och franska trupper, tillsammans med skydd för ögonen. Responsen var enorm och efter en dag hade en miljon skydd producerats. Tyvärr var Daily Mails design oanvändbar när den var torr och åstadkom kvävning när den var fuktig - detta skydd var ansvarigt för döden av många män. 6 juli 1915 var hela den brittiska armen utrustad med den mer effektiva gasmasken. Den första gasmasken, Hypo helmet, var designad av Major Cluny MacPherson vid kungliga Newfoundland Regementet, vilken var en flanell påse med ett celluloidfönster, som helt täckte huvudet. Tävlingen var sedan igång vid introduktionen av de mer effektiva gasmaskerna och produktionen av effektiva motåtgärder, vilket markerade krigföring med gas fram till vapenstilleståndet i november 1918.